# Бабу (Хэчжоу)
Бабу́ (кит. упр. 八步, пиньинь Bābù) — район городского подчинения городского округа Хэчжоу Гуанси-Чжуанского автономного района (КНР).

## История
Во времена империи Хань в 111 году до н. э. был создан Цанъуский округ (苍梧郡). В эпоху Троецарствия, когда эти земли входили в состав государства У, из Цанъуского округа в 266 году был выделен Линьхэский округ (临贺郡), власти которого разместились в уезде Линьхэ (临贺县).
Во времена империи Суй Линьхэский округ был в 589 году расформирован, и была создана Хэчжоуская область (贺州). Во времена империи Мин уезд Линьхэ был в 1369 году расформирован, а его земли перешли под непосредственное управление областных властей. В 1377 году Хэчжоуская область была преобразована в уезд Хэсянь (贺县).
После вхождения этих мест в состав КНР в конце 1949 года был образован Специальный район Пинлэ (平乐专区) провинции Гуанси, и эти земли вошли в его состав; власти специального района разместились именно в посёлке Бабу (八步镇) уезда Хэсянь. В 1951 году власти специального района переехали в уезд Пинлэ, а к уезду Хэсянь был присоединён уезд Синьду (信都县).
В 1958 году провинция Гуанси была преобразована в Гуанси-Чжуанский автономный район; Специальный район Пинлэ был при этом расформирован, и эти земли вошли в состав Специального района Учжоу (梧州专区).
В 1971 году Специальный район Учжоу был переименован в Округ Учжоу (梧州地区).
Постановлением Госсовета КНР от 27 февраля 1997 года из округа Учжоу был выделен Округ Хэчжоу (贺州地区), при этом уезд Хэсянь был преобразован в городской уезд Хэчжоу.
Постановлением Госсовета КНР от 3 июля 2002 года были расформированы округ Хэчжоу и городской уезд Хэчжоу, и образован городской округ Хэчжоу; территория бывшего городского уезда Хэчжоу стала при этом районом Бабу в его составе.
В июле 2007 года на основе ранее существовавшего Пингуйского шахтоуправления на стыке района Бабу и уезда Чжуншань был создан административный район Пингуй (平桂管理区). В июле 2016 года он был выделен в отдельный район городского подчинения Пингуй.

## Административное деление
Район делится на 3 уличных комитета, 12 посёлков и 1 национальную волость.